# Melvyn Jaminet
Pour les articles homonymes, voir Jaminet.

a Compétitions nationales et continentales officielles uniquement.

b Matchs officiels uniquement.
Dernière mise à jour le 11 juillet 2024.
Melvyn Jaminet, né le 30 juin 1999 à Hyères, est un joueur international français de rugby à XV jouant au poste d'arrière au RC Toulon depuis 2023, après s'être révélé à l'USA Perpignan. 
Sélectionné en équipe de France à partir de 2021, il est titulaire lors du Grand Chelem dans le Tournoi des Six Nations 2022.
Son frère aîné, Kylian, est aussi joueur de rugby au niveau professionnel, comme Dylan, le benjamin, qui évolue également en équipe de France de rugby à sept. 

## Carrière

### Formation
Né le 30 juin 1999 à Hyères, Melvyn Jaminet commence la pratique du rugby à XV à l'école de rugby du RC Toulon, il joue ensuite une saison au Rugby Club Vallée du Gapeau basé à Solliès-Pont, puis deux saisons au RC Hyères Carqueiranne La Crau avant d'intégrer l'USA Perpignan.
Il rejoint le centre de formation de l'USA Perpignan en 2018.

### Débuts professionnels avec l'USA Perpignan en Pro D2
Melvyn Jaminet joue son premier match professionnel avec l'USAP en février 2020 face au Rouen Normandie Rugby (victoire 57 à 20) avec un essai à la clé mais il ne peut rejouer avec l'équipe première lors de la saison 2019-2020 en raison de l'arrêt du championnat de Pro D2 à cause de la pandémie de Covid-19.
En février 2020, il participe à l'In Extenso Supersevens avec l'ASM Clermont Auvergne.
En novembre 2020, il prolonge son contrat avec l'USAP pour trois saisons de plus.
En 2021, il devient champion de France de Pro D2 avec le club catalan en inscrivant 9 essais au cours de la saison et 294 points au total. Après cette saison, il se voit décerner à la Nuit du rugby 2021 les titres de révélation de la saison et de meilleur joueur de Pro D2.

### Débuts en équipe de France
Melvyn Jaminet est convoqué pour la première fois avec le XV de France pour la tournée d'été 2021 en Australie alors qu'il n'a jusque-là évolué qu'en deuxième division française.
Il honore sa première sélection le 7 juillet 2021 lors du premier test match de cette tournée en marquant notamment sa seule pénalité tentée. Lors de sa deuxième sélection contre l'Australie, le 13 juillet 2021, il inscrit 23 des 28 points de l'équipe de France, ce qui constitue un 100 % au pied pour ses débuts en équipe de France et permet à l'équipe de s'imposer 26 à 28 face aux Wallabies.
Lors de la tournée d'automne, Jaminet est appelé pour jouer les trois matchs face à l'Argentine, la Géorgie et la Nouvelle-Zélande. Il est titulaire lors des trois matchs et participe ainsi à la première victoire de la France contre les All Blacks depuis 2009. Il y inscrit 20 points au pied, un nouveau sans faute en équipe nationale qui conforte sa place au sein du XV tricolore. Il est par ailleurs élu homme du match contre l'Argentine avec une marque de 19 points.

### Première saison en Top 14
Après la montée des Catalans de l'USA Perpignan en Top 14, Jaminet reste au club qui l'a révélé, mais signe un pré-contrat de trois ans avec le Stade toulousain en décembre 2021 pour la saison suivante. Le 22 mai 2022, il se blesse au genou après la réception d'un ballon, en début de match lors du déplacement sur la pelouse du Castres olympique.

### Tournoi des Six Nations 2022
Melvyn Jaminet est appelé en janvier 2022 avec le groupe France pour disputer son premier Tournoi des Six Nations. Fabien Galthié fait de lui un titulaire indiscutable sur l'ensemble du Tournoi. Lors du deuxième match du tournoi contre l'Irlande au stade de France remporté 30 à 24, il inscrit 20 points qui lui font passer la barre symbolique des 100 points en équipe de France après seulement 8 matchs avec les Bleus. La France termine le tournoi en réalisant le Grand Chelem grâce à une victoire contre l'Angleterre avec encore 10 points pour Jaminet. L'arrière de l'USAP est deuxième au classement des buteurs du Tournoi avec 54 points inscrits.

### Saison 2022-2023 et Coupe du monde
Melvyn Jaminet aborde son début de saison avec le Stade toulousain en tant que titulaire. Il se blesse cependant à la cheville gauche dès octobre, ce qui le contraint à plusieurs semaines d'arrêt. Durant cette période, Thomas Ramos, son concurrent direct en club et en sélection, enchaîne les prestations convaincantes et demeure le choix numéro 1 lorsque Jaminet effectue son retour.
En janvier 2023, il est de nouveau appelé en équipe de France pour participer au Tournoi des Six Nations 2023,, mais n'entre sur le terrain que pendant 8 minutes. En club, il est n'est aligné par Ugo Mola que quand celui-ci décide de faire tourner son effectif. Blessé à la cheville droite le 22 avril 2023, il ne joue plus de la saison,.
Sélectionné fin juin 2023 dans une liste de 42 joueurs pour préparer la Coupe du monde 2023, il fait partie de la liste officielle des 33 joueurs qui joueront la compétition. Il rentre lors du premier match face à la Nouvelle-Zélande pour l'ouverture de la coupe du monde et inscrit son premier essai international à cette occasion. Il récidive en marquant un deuxième essai lors de la victoire écrasante des Bleus face à la Namibie (96-0). 

### Transfert au RC Toulon
Confronté à une forte concurrence à Toulouse, Jaminet s'engage jusqu'en 2028 avec le RC Toulon le 16 novembre 2023. Natif d'Hyères, il retourne ainsi dans son département natal et dans le club qui l'a formé, mais où il n'a pas été conservé en 2015.
En janvier 2024, il figure dans la liste de 34 joueurs retenus par Fabien Galthié pour le premier match du Tournoi des Six Nations 2024. Quelques jours avant le match, son forfait est officialisé.
À l'issue de la saison 2023-2024, au mois de juin, il est retenu en équipe de France dans une liste de trente-deux joueurs pour préparer la tournée d'été en Argentine. Cette liste est marquée par l'absence des cadres habituels et la présence de nombreux joueurs sans sélections. Il participe à la victoire de l'équipe de France le 6 juillet. Il est exclu du groupe le lendemain par la FFR à la suite de propos racistes.
Quelques jours plus tard, il est convoqué par le RC Toulon à un entretien préalable à une éventuelle sanction qui peut aller jusqu'au licenciement. Début août 2024, le RC Toulon annonce appuyer la sanction de la FFR et suspend Melvyn Jaminet pour une durée de 34 semaines, sans enclencher de procédure de licenciement.

## Propos racistes
Le 7 juillet 2024, au cours de la tournée de l'équipe de France en Argentine, la diffusion accidentelle d'une vidéo — rapidement supprimée — sur le compte Instagram de Melvyn Jaminet le montre tenir des propos racistes, proférant des menaces physiques à l'égard des personnes d'origine arabe. Cet évènement impliquant Jaminet visiblement éméché, a lieu dans la nuit du 6 au 7 juillet au cours d'une sortie alcoolisée d'après-match qui se déroule dans le paseo Arístides, la « rue de la soif » de Mendoza, et qui voit deux autres rugbymen Oscar Jégou et Hugo Auradou accusés de viol,. Le jour même, Melvyn Jaminet est exclu de la tournée par la Fédération française de rugby le 7 juillet. 
Il présente ses excuses dans une publication sur Instagram quelques heures plus tard, se disant « profondément désolé et honteux ». 
Le 9 juillet, à la suite d'un signalement de SOS Racisme, le parquet de Paris ouvre une enquête pour « menace de mort à raison de l'origine ». Le 26 juillet, la Fédération française de rugby suspend Melvyn Jaminet pour huit mois et demi. Le 28 juillet, son avocat Carlo Alberto Brusa annonce son intention de faire appel de la décision, mais le délai pour faire appel expire le 3 août sans qu'aucune procédure n'ait été entamée.

## Statistiques

### En club
| Saison                 | Club                   | Championnat   | Championnat | Championnat | Championnat | Championnat | Championnat | Championnat | Coupe d'Europe                               | Coupe d'Europe                               | Coupe d'Europe                               | Coupe d'Europe                               | Coupe d'Europe                               | Coupe d'Europe                               | Coupe d'Europe                               |
| Saison                 | Club                   | Compétition   | M           | Ess.        | Pén.        | Tr.         | Pts         | Pts/M       | Compétition                                  | M                                            | Ess.                                         | Pén.                                         | Tr.                                          | Dp.                                          | Pts                                          |
| ---------------------- | ---------------------- | ------------- | ----------- | ----------- | ----------- | ----------- | ----------- | ----------- | -------------------------------------------- | -------------------------------------------- | -------------------------------------------- | -------------------------------------------- | -------------------------------------------- | -------------------------------------------- | -------------------------------------------- |
| 2019-2020              | USA Perpignan          | Pro D2        | 1           | 1           | -           | 2           | 9           | 9           | Pas de qualification pour une coupe d'Europe | Pas de qualification pour une coupe d'Europe | Pas de qualification pour une coupe d'Europe | Pas de qualification pour une coupe d'Europe | Pas de qualification pour une coupe d'Europe | Pas de qualification pour une coupe d'Europe | Pas de qualification pour une coupe d'Europe |
| 2020-2021              | USA Perpignan          | Pro D2        | 26          | 9           | 47          | 54          | 294         | 11.3        | Pas de qualification pour une coupe d'Europe | Pas de qualification pour une coupe d'Europe | Pas de qualification pour une coupe d'Europe | Pas de qualification pour une coupe d'Europe | Pas de qualification pour une coupe d'Europe | Pas de qualification pour une coupe d'Europe | Pas de qualification pour une coupe d'Europe |
| 2021-2022              | USA Perpignan          | Top 14        | 14          | 1           | 39          | 17          | 156         | 11.1        | Challenge européen                           | 0                                            | -                                            | -                                            | -                                            | -                                            | -                                            |
| Total USAP             | Total USAP             | Top 14/Pro D2 | 41          | 11          | 86          | 73          | 459         | 11.2        | Challenge européen                           | 0                                            | -                                            | -                                            | -                                            | -                                            | -                                            |
| 2022-2023              | Stade toulousain       | Top 14        | 15          | 2           | 19          | 15          | 97          | 6,5         | Champions Cup                                | 2                                            | -                                            | 10                                           | 1                                            | -                                            | 32                                           |
| 2023-2024              | Stade toulousain       | Top 14        | 2           | 1           | 3           | -           | 14          | 7           | Champions Cup                                | -                                            | -                                            | -                                            | -                                            | -                                            | -                                            |
| Total Stade toulousain | Total Stade toulousain | Top 14        | 17          | 3           | 21          | 15          | 111         | 6,5         | Coupe d'Europe                               | 2                                            | -                                            | 10                                           | 1                                            | -                                            | 32                                           |
| 2023-2024              | RC Toulon              | Top 14        | 13          | 3           | 46          | 28          | 209         | 16,1        | Champions Cup                                | 3                                            | 1                                            | 2                                            | 1                                            | 1                                            | 16                                           |
| 2024-2025              | RC Toulon              | Top 14        | 11          | 4           | 16          | 21          | 110         | 10          | Champions Cup                                | 2                                            | 2                                            | 8                                            | 8                                            | -                                            | 50                                           |
| Total RC Toulon        | Total RC Toulon        | Top 14        | 24          | 7           | 62          | 49          | 319         | 13,3        | Coupe d'Europe                               | 5                                            | 3                                            | 10                                           | 9                                            | 1                                            | 66                                           |

### Internationales
| Année | Compétition    | Matchs | Points | Essais | Transf. | Drops | Pénal. |
| ----- | -------------- | ------ | ------ | ------ | ------- | ----- | ------ |
| 2021  | Test matchs    | 6      | 89     | -      | 13      | -     | 21     |
| 2022  | Six Nations    | 5      | 54     | -      | 9       | -     | 12     |
| 2022  | Test matchs    | 1      | 17     | -      | 4       | -     | 3      |
| 2023  | Six Nations    | 1      | -      | -      | -       | -     | -      |
| 2023  | Test matchs    | 2      | 24     | -      | 3       | -     | 6      |
| 2023  | Coupe du monde | 4      | 27     | 2      | 3       | -     | 3      |
| 2024  | Tournée d'été  | 1      | 3      | -      | -       | -     | 1      |
| Total | Total          | 20     | 214    | 2      | 32      | -     | 46     |

| Numéro | Date              | Lieu                         | Adversaire       | Compétition         | Résultat | Score |
| ------ | ----------------- | ---------------------------- | ---------------- | ------------------- | -------- | ----- |
| 1      | 8 septembre 2023  | Stade de France, Saint-Denis | Nouvelle-Zélande | Coupe du monde 2023 | Victoire | 27-13 |
| 2      | 21 septembre 2023 | Stade Vélodrome, Marseille   | Namibie          | Coupe du monde 2023 | Victoire | 96-0  |

| Adversaire       | Matchs joués | Victoires | Défaites | Nuls | Essais | Points | % de victoire |
| ---------------- | ------------ | --------- | -------- | ---- | ------ | ------ | ------------- |
| Angleterre       | 2            | 2         | 0        | 0    | 0      | 10     | 100           |
| Argentine        | 2            | 2         | 0        | 0    | 0      | 22     | 100           |
| Australie        | 4            | 2         | 2        | 0    | 0      | 46     | 50            |
| Écosse           | 1            | 1         | 0        | 0    | 0      | 6      | 100           |
| Fidji            | 1            | 1         | 0        | 0    | 0      | 19     | 100           |
| Géorgie          | 1            | 1         | 0        | 0    | 0      | 9      | 100           |
| Pays de Galles   | 1            | 1         | 0        | 0    | 0      | 8      | 100           |
| Irlande          | 1            | 1         | 0        | 0    | 0      | 20     | 100           |
| Italie           | 2            | 2         | 0        | 0    | 0      | 15     | 100           |
| Japon            | 1            | 1         | 0        | 0    | 0      | 17     | 100           |
| Nouvelle-Zélande | 2            | 2         | 0        | 0    | 1      | 25     | 100           |
| Uruguay          | 1            | 1         | 0        | 0    | 0      | 12     | 100           |
| Namibie          | 1            | 1         | 0        | 0    | 1      | 5      | 100           |
| Total            | 19           | 17        | 2        | 0    | 2      | 211    | 89.47         |

## Palmarès

### En club
- USA Perpignan
  - Vainqueur du Championnat de France de Pro D2 en 2021
- Stade toulousain
  - Vainqueur du Championnat de France en 2023

### En sélection

#### Tournoi des Six Nations
| Édition          | Rang | Résultats France | Résultats Jaminet | Matchs Jaminet |
| ---------------- | ---- | ---------------- | ----------------- | -------------- |
| Six Nations 2022 | 1    | 5 v, 0 n, 0 d    | 5 v, 0 n, 0 d     | 5/5            |
| Six Nations 2023 | 2    | 4 v, 0 n, 1 d    | 1 v, 0 n, 0 d     | 1/5            |

Légende : v = victoire ; n = match nul ; d = défaite ; la ligne est en gras quand il y a Grand Chelem.

#### Coupe du monde
| Édition     | Rang                | Résultats France | Résultats Jaminet | Matchs Jaminet |
| ----------- | ------------------- | ---------------- | ----------------- | -------------- |
| France 2023 | Quarts-de-finaliste | 4 v, 0 n, 1 d    | 4 v, 0 n, 0 d     | 4/5            |

### Distinctions personnelles
- Nuit du rugby 2021 : 
  - Révélation de la saison 2020-2021 ;
  - Meilleur joueur de Pro D2 en 2020-2021.